# Cayetana Braunwald
Cayetana Braunwald ist eine ehemalige deutsche Fußballspielerin.

## Karriere
Braunwald gehörte dem FC Bayern München als Mittelfeldspielerin an. Während ihrer Vereinszugehörigkeit erreichte sie mit der Mannschaft zweimal das Finale um die Deutsche Meisterschaft.
Sie bestritt zum ersten Mal das im Jahr 1982 ausgetragene Finale im Stadion An der Paffrather Straße in Bergisch Gladbach. Gegen die gastgebende Mannschaft der SSG 09 Bergisch Gladbach unterlag sie mit dem FC Bayern München mit 0:6 recht deutlich.
In ihrem zweiten Finale um die Deutsche Meisterschaft traf sie am 30. Juni 1985 auf den KBC Duisburg, wobei das Spiel im Duisburger Stadion an der Westender Straße – und die Meisterschaft – durch das von Anja Klinkowski in der 76. Minute erzielte einzige Tor der Begegnung zugunsten der Duisburgerinnen entschieden wurde.

## Erfolge
- Zweiter der Deutschen Meisterschaft 1982, 1985

## Sonstiges
Braunwald gehört der Freien Turnerschaft Braunschweig an und ist
im Niedersächsischen Fußballverband im Kreis Nordharz für die Kreisauswahl Juniorinnen zuständig.